# Вальес-Орьенталь
Вальес-Орьенталь (кат. Vallès Oriental) — район (комарка) в Испании, входит в провинцию Барселона в составе автономного сообщества Каталония.

## Муниципалитеты
1. Айгвафреда
2. Бигес-и-Риельс
3. Кальдес-де-Монбуй
4. Кампинс
5. Кановельес
6. Кардедеу
7. Кастельсир
8. Кастельтерсоль
9. Кановес-и-Самалус
10. Фигаро-Монмань
11. Фогарс-де-Монклус
12. Гранера
13. Гранольерс
14. Гвальба
15. Л’Амеллья-дель-Вальес
16. Ла-Гаррига
17. Ла-Льягоста
18. Ла-Рока-дель-Вальес
19. Лес-Франкесес-дель-Вальес
20. Льинарс-дель-Вальес
21. Льиса-д’Амун
22. Льисса-де-Валь
23. Марторельес
24. Мольет-дель-Вальес
25. Монмело
26. Монторнес-дель-Вальес
27. Монсень
28. Паретс-дель-Вальес
29. Сант-Антони-де-Виламажор
30. Сан-Селони
31. Сант-Эстеве-де-Палаутордера
32. Сан-Фелиу-де-Кодинес
33. Сант-Фост-де-Кампсентельес
34. Сан-Пере-де-Виламажор
35. Сан-Кирзе-Сафажа
36. Санта-Эулалиа-де-Ронссана
37. Санта-Мария-де-Марторельес
38. Санта-Мария-де-Палаутордера
39. Тагаманен
40. Вальгоргина
41. Вальроманес
42. Вилальба-Сассерра
43. Виланова-дель-Вальес